# طوماش سترناد
طوماش سترناد (بالتشيكية: Tomáš Strnad)‏ هو لاعب كرة قدم تشيكي في مركز الوسط، ولد في 8 ديسمبر 1980 في براغ في جمهورية التشيك. لعب مع بوهيميانز 1905 ونادي سينيتسا ونادي كلادنو ونادي هراتس كرالوفه.

## وصلات خارجية
- طوماش سترناد على موقع قاعدة بيانات كرة القدم.إي يو (الإنجليزية)
- طوماش سترناد على موقع Soccerway.com (الإنجليزية)